# Tug of War (Ahola)
Tug of War è il secondo album del gruppo hard rock finlandese AHOLA, pubblicato nel 2014 sotto l'etichetta Playground Music.

## Tracce
1. The End of the Line – 4:29
2. Road of Creation – 5:15
3. Tug of War – 4:02
4. On the Run – 3:17
5. Still Metal – 4:03
6. Rock'n'Roll – 3:47
7. One Among the Crowd – 4:27
8. The Final Incantation – 5:18
9. The Will You Always Had – 3:16
10. I Need You – 4:29
11. Dog – 4:20
12. Age of Hubris – 3:28
13. Beerland 2 – 2:24

## Formazione
- Jarkko Ahola - voce, chitarra
- Antti Karhumaa - chitarra solista
- Jari Laitinen - basso
- Antti Mäkelä - batteria

### Voci aggiuntive
- Antti Mäkelä
- Jari Laitinen
- Antti Karhumaa

### Produzione
- Registrato da J. Ahola, Jussi Kulomaa, e Jani Viitanen
- Mixato da Jussi Kulomaa
- Masterizzato presso Virtalähde Mastering di Jaakko Viitalähde